# بایه (کردستان)
بایه روستایی در دهستان ییلاق شمالی از توابع بخش مرکزی شهرستان دهگلان در استان کردستان ایران است بایه ۵۱ نفر جمعیت دارد 